# Warwara Flink
Warwara Aleksandrowna Flink (ros. Варвара Александровна Флинк, ur. 13 grudnia 1996 w Moskwie) – rosyjska tenisistka.

## Kariera tenisowa
W karierze wygrała sześć turniejów singlowych i dwa deblowe rangi ITF. 15 lipca 2019 zajmowała najwyższe miejsce w rankingu singlowym WTA Tour – 122. pozycję, natomiast 31 października 2022 osiągnęła najwyższą lokatę w deblu – 372. miejsce.
W zawodach cyklu WTA 125 Rosjanka wygrała jeden turniej w grze podwójnej.

## Finały turniejów WTA 125
| Legenda                   | Legenda |
| ------------------------- | ------- |
| Wielki Szlem              |         |
| Igrzyska olimpijskie      |         |
| WTA Tour Championships    |         |
| od 2021                   |         |
| WTA 1000 (obowiązkowe)    |         |
| WTA 1000 (nieobowiązkowe) |         |
| WTA 500                   |         |
| WTA 250                   |         |
| WTA 125                   |         |

### Gra podwójna 1 (1–0)
| Końcowy wynik | Nr | Data             | Turniej | Nawierzchnia | Partnerka       | Przeciwniczki                      | Wynik finału |
| ------------- | -- | ---------------- | ------- | ------------ | --------------- | ---------------------------------- | ------------ |
| Zwyciężczyni  | 1. | 14 sierpnia 2022 | Concord | Twarda       | Coco Vandeweghe | Peangtarn Plipuech Moyuka Uchijima | 6:3, 7:6(3)  |

## Wygrane turnieje rangi ITF
| turnieje z pulą nagród 100 000 $ |
| turnieje z pulą nagród 80 000 $  |
| turnieje z pulą nagród 60 000 $  |
| turnieje z pulą nagród 25 000 $  |
| turnieje z pulą nagród 15 000 $  |
| turnieje z pulą nagród 10 000 $  |

### Gra pojedyncza
|    | Data       | Turniej  | Kat. | ($)    | Naw.   | Finalistka          | Wynik       |
| 1. | 21/05/2017 | Antalya  | ITF  | 10 000 | ziemna | María Lourdes Carlé | 6:4, 7:6(5) |
| 2. | 08/04/2018 | Antalya  | ITF  | 10 000 | ziemna | Nina Potočnik       | 6:4, 6:4    |
| 3. | 14/04/2018 | Szymkent | ITF  | 10 000 | ziemna | Gozal Ajnitdinowa   | 6:4, 6:4    |
| 4. | 21/04/2018 | Szymkent | ITF  | 10 000 | ziemna | Polina Golubovskaya | 6:0, 6:3    |
| 5. | 19/08/2018 | Lipsk    | ITF  | 25 000 | ziemna | Julia Grabher       | 6:3, 6:2    |
| 6. | 27/01/2019 | Kazań    | ITF  | 25 000 | twarda | Anastasija Gasanowa | 6:2, krecz  |